# Panarchie

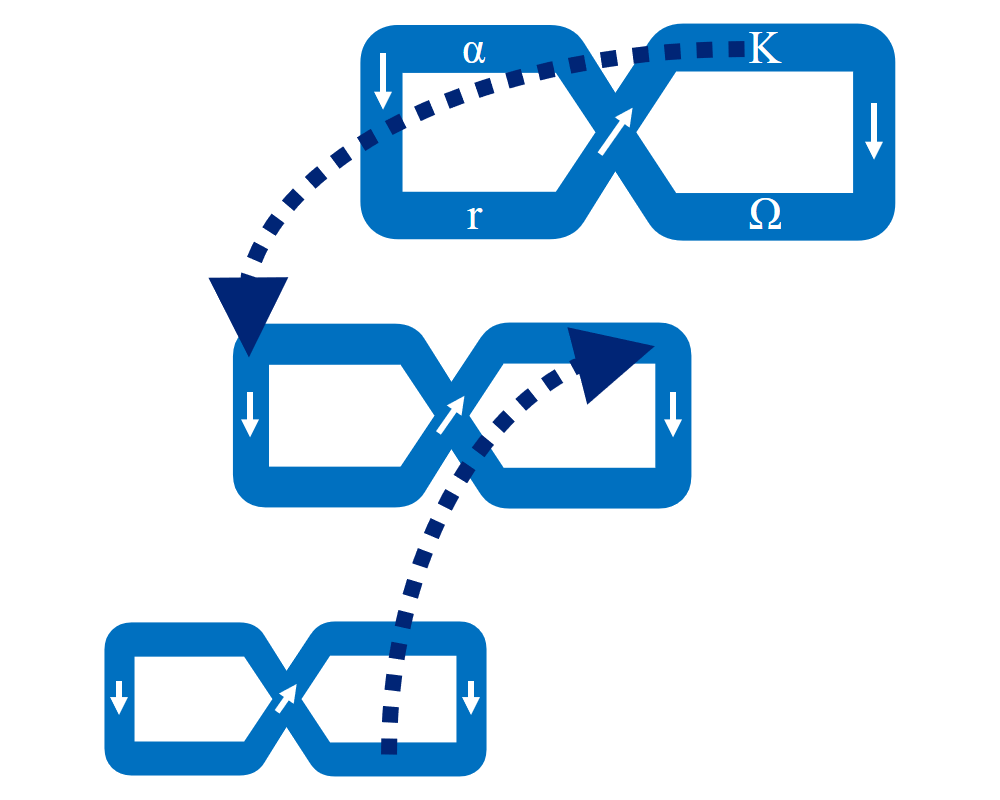
Drei Ebenen einer Panarchie, drei Anpassungskreisläufe und zwei ebenenübergreifende Verbindungen (Erinnerung und Revolte)

Der Begriff Panarchie bezeichnet in der Systemtheorie eine Struktur, die das Verhältnis sozioökologischer Systeme zueinander beschreibt.

## Eigenschaften
Eine Panarchie ist einerseits einer Hierarchie ähnlich, verzichtet jedoch auf eine starre, von oben nach unten gerichtete Eigenschaft und beinhaltet stattdessen die Anpassungsfähigkeit im Sinne von Anpassungskreisläufen, die miteinander über räumliche, zeitliche und bedeutungsunterscheidende Ebenen verschachtelt sind.

## Begriffsgeschichte
Der Begriff wurde durch Lance H. Gunderson und C. S. Holling eingeführt. Er nimmt Bezug auf den griechischen Gott Pan.

## Anwendungen
Es finden sich mittlerweile weit über die Ökologie hinaus Anwendungen für panarchische Theorien. Bezieht sich die Panarchie ursprünglich noch auf ökologische Systeme, so wird diese in der jüngeren Literatur immer häufiger auf sozial-ökologische System bezogen. Beispielsweise nutzt Wieland (2021) eine Panarchie zur Beschreibung dreier Ebenen, die unseren Planeten, das politisch-ökonomische System und das System der Lieferkette repräsentieren, und zur Beschreibung der Querverbindungen zwischen diesen Ebenen.